# Nedev Peak
Der Nedev Peak (englisch; bulgarisch Недев връх Nedew wrach) ist ein 458 m hoher, felsiger Berg an der Oskar-II.-Küste des Grahamlands auf der Antarktischen Halbinsel. Er ragt 6,3 km südlich des Pirne Peak, 18 km westlich des Shiver Point, 11,3 km nördlich des St. Gorazd Peak und 9,8 km nordöstlich des Kamenov Spur am südöstlichen Ausläufer des Rugate Ridge zwischen dem Evans-Gletscher im Südwesten, dem Mussina-Gletscher im Nordwesten und dem Vaughan Inlet im Osten auf.
Die bulgarische Kommission für Antarktische Geographische Namen benannte ihn 2020 nach Konstantin Nedew, der von 2009 bis 2010 sowie in nachfolgenden Kampagnen als Mechaniker auf der bulgarischen St.-Kliment-Ohridski-Station tätig war.